# Marray
Marray – miejscowość i gmina we Francji, w Regionie Centralnym, w departamencie Indre i Loara.
Według danych na rok 1990 gminę zamieszkiwały 262 osoby, a gęstość zaludnienia wynosiła 11 osób/km² (wśród 1842 gmin Regionu Centralnego Marray plasuje się na 879. miejscu pod względem liczby ludności, natomiast pod względem powierzchni na miejscu 532.).